# Ewha Universiteit voor Vrouwen
De Ewha Vrouwen Universiteit (Koreaans: 이화여자대학교) is een private universiteit voor vrouwen, gevestigd in Seoel, Zuid-Korea. De universiteit werd opgericht in 1886 door Mary F. Scranton onder koning Gojong van Joseon.
In de QS World University Rankings van 2020 staat de Ewha Vrouwen Universiteit wereldwijd op een 331ste plaats, waarmee het de 10de Zuid-Koreaanse universiteit op de ranglijst is.